# Luka Budisavljević
Luka Budisavljević (Belgrado, 22 gennaio 2004) è uno scacchista serbo.
Il 29 novembre 2020, all'età di 16 anni, 10 mesi e 7 giorni, è diventato il più giovane serbo a completare tutti i requisiti per il titolo di Grande Maestro, che è stato poi ufficializzato dalla FIDE in gennaio 2021.

## Principali risultati
Luka Budisavljević ha vinto molti titoli giovanili della Serbia: 
- nel 2012 nella categoria U8;
- nel 2013 e 2014 nella categoria U10;
- nel 2015 e 2016 nella categoria U12;
- nel 2017 nella categoria U14.[2]

Nel 2012 ha vinto a Banja Vrućica il 12º Campionato europeo giovanile nella categoria U8.
Nel 2021 ha vinto a Novi Sad la medaglia d'argento nel Campionato europeo individuale juniores (U18) rapid e blitz.
Ha ottenuto il massimo rating FIDE in marzo 2022, con 2519 punti Elo